# 小行星7252
小行星7252（英語：7252 Kakegawa）是一颗围绕太阳公转的小行星。1992年10月21日，浦田武在清水町发现了此天体。
这颗小行星的绝对星等为281.65466等。